# Тье Би, Эрик
Эри́к Тье Би (фр. Eric Tié Bi; 20 июля 1990, Бедиала) — иваурийский футболист, опорный полузащитник клуба «Кевийи».

## Карьера
Эрик Тье Би начал карьеру в академии клуба «Олимпик Лион». В 2008 году он был переведён во второй состав команды, выступавшей в любительском чемпионате Франции. Проведя за два сезона 50 матчей, 27 мая 2010 года Тье Би, на правах свободного агента перешёл в клуб «Эвиан». 30 июля 2010 года он сыграл свой первый матч за клуб против «Страсбурга» в матче Кубка лиги, в котором он сам вышел на замену, а его команда выиграла в серии пенальти 5:4. Спустя неделю, футболист провёл свою первую игру в чемпионате Франции против «Меца».

## Достижения
«Эвиан»
- Финалист Кубка Франции (1): 2012/13